# Jogos Olímpicos de Verão de 1896
Jogos Olímpicos de Verão de 1896 (em grego moderno:  Θερινοί Ολυμπιακοί Αγώνες 1896, Therinoí Olympiakoí Agó̱nes 1896), oficialmente conhecidos como Jogos da I Olimpíada, foram os primeiros Jogos Olímpicos da era moderna, realizados em Atenas, Grécia, berço dos Jogos da Antiguidade, entre os dias 6 e 15 de abril de 1896, com a participação de 241 atletas masculinos, representantes de catorze países. O evento realizou-se graças ao empenho do francês Pierre de Frédy, o Barão de Coubertin, idealizador do renascimento dos Jogos existentes na Grécia Antiga, mentor do movimento olímpico e fundador do Comitê Olímpico Internacional.
Sem qualquer experiência na organização de semelhante evento, os organizadores dos primeiros Jogos quase arruinaram a própria competição graças a uma diversidade de datas, pois os gregos utilizavam o antigo calendário juliano na época, paralelo ao convencional usado pela civilização ocidental, fazendo com que ocorresse uma diferença de doze dias entre ambos, o que atrapalhou a inauguração dos Jogos e a chegada dos atletas dos diversos pontos do planeta. Nos registros onde foi utilizado o calendário juliano os Jogos realizaram-se entre 25 de março e 3 de abril de 1896.
A cerimônia de inauguração acabou acontecendo numa segunda-feira de Páscoa, com o discurso de abertura proferido diante de cem mil espectadores pelo próprio rei da Grécia, Jorge I, após a inauguração de uma estátua – que existe até os dias de hoje – em homenagem ao rico financista ateniense George Averoff na entrada do Estádio Panathinaiko, principal palco das competições e uma maravilha arquitetônica toda em mármore. Averof foi o responsável pela restauração e modernização do estádio e financiador da organização do evento, e que impediu seu cancelamento antes mesmo de iniciado, devido às penosas condições do cenário real grego.
Nove modalidades esportivas foram disputadas: atletismo, ciclismo, esgrima, ginástica, halterofilismo, luta, natação, tênis e tiro.

## Revivendo os Jogos

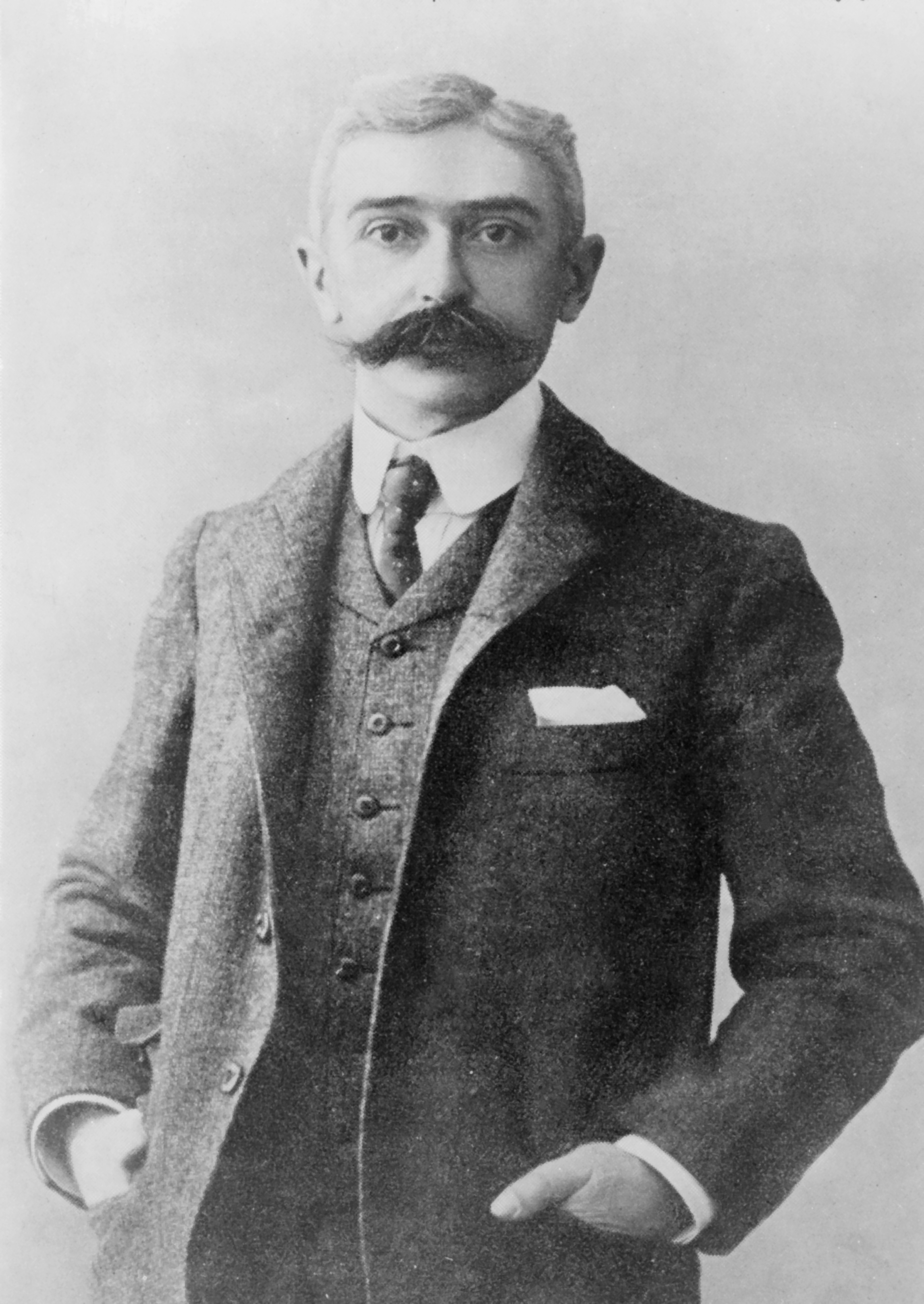
O Barão Pierre de Coubertin.

Durante o século XVIII, graças às inúmeras invenções relacionadas à comunicação e ao transporte, e as descobertas arqueológicas do alemão Ernst Curtius em Olímpia (1875 - 1881), que recuperou importantes evidências das antigas Olimpíadas, surgiram na Europa muitos pequenos eventos desportivos chamados "Jogos Olímpicos".
Pierre de Fredy, Barão de Coubertin, pedagogo e historiador francês, que buscara explicações da derrota francesa na Guerra Franco-Prussiana, chegou à conclusão de que os perdedores não tinham recebido educação física adequada, e para melhorar isso Coubertin também queria encontrar uma maneira de reunir as nações e permitir que jovens de todo o mundo participassem de uma competição desportiva, ao invés da guerra. Coubertin teve a ideia de reviver os Jogos Olímpicos da Antiguidade, mas sob a forma de um evento multiesportivo e multinacional — os jogos antigos tinham um sentido internacional, porque diversas cidades-estados e colônias gregas estavam representadas, mas apenas atletas do sexo masculino de origem grega eram autorizados a participar. Em 1890, Coubertin escreveu um artigo em La Revue Athletique, que enfatizou a importância de Much Wenlock, uma cidade de mercado rural no condado inglês de Shropshire. Foi lá que, em outubro de 1850, o médico local William Penny Brookes fundara os Jogos Olímpicos de Wenlock, um festival de esportes e recreações que incluía atletismo e esportes de equipe, como o críquete, futebol e quoits. Coubertin também teve inspiração dos jogos organizados na Grécia pelo empresário e filantropo Evangelis Zappas.
A decisão de restaurar a antiga tradição do esporte e organizar os Jogos Olímpicos modernos na Grécia foi oficialmente aprovada no primeiro Congresso Olímpico, organizado por Pierre de Coubertin no anfiteatro da Sorbonne, em Paris, de 16 a 23 de junho de 1894. O encontro teve um forte caráter internacional, graças à presença de muitas personalidades importantes que haviam atendido ao apelo de Coubertin; no primeiro dia de debates participaram duas mil pessoas. Havia 78 delegados representando 49 clubes desportivos das treze principais potências mundiais. Estavam presentes o rei Leopoldo II da Bélgica, Alberto Eduardo, Príncipe de Gales, Constantino, Príncipe Herdeiro da Grécia e William Penny Brookes, estando, porém, ausente o organizador dos Jogos Olímpicos de Zappas, Ioannis Fokianos.
Após a aceitação da proposta pelo Congresso, era necessário escolher uma data para os primeiros Jogos Olímpicos modernos. Coubertin sugeriu que os Jogos fossem realizados em Paris simultaneamente com a Exposição Mundial de Paris em 1900. Temendo que os seis anos de espera pudessem arrefecer o interesse público, os congressistas optaram por realizar os Jogos inaugurais em 1896. Com uma data estabelecida, os membros do Congresso voltaram sua atenção para a seleção de uma cidade-sede. Nos anos seguintes, tanto Coubertin quanto Dimítrios Vikélas iriam oferecer lembranças do processo de seleção que contradiziam a ata oficial do congresso. A maioria dos relatos afirmam que vários congressistas primeiramente propuseram Londres como o local, mas Coubertin discordou. Após uma breve discussão com Vikélas, que representou a Grécia, Coubertin sugeriu Atenas. Vikélas fez a proposta oficial de Atenas em 23 de junho e, como a Grécia tinha sido o lar de origem dos Jogos Olímpicos, o Congresso aprovou por unanimidade a decisão. Vikélas foi então eleito o primeiro presidente do recém-criado Comitê Olímpico Internacional (COI).

## Organização
As notícias do retorno dos Jogos Olímpicos à Grécia foram recebidas favoravelmente pelo povo grego, mídia e família real. Segundo Coubertin, "o rei Jorge e o príncipe Constantino souberam, com grande prazer, que os Jogos seriam inaugurados em Atenas, confirmando seu patrocínio para a realização desses jogos". Constantino depois fez mais do que isso, assumindo entusiasticamente a presidência da comissão organizadora.
No entanto, o país experimentava dificuldades financeiras e estava em turbulência política. O cargo de primeiro-ministro alternou várias vezes entre Charílaos Trikúpis e Theódoros Diligiánnis durante os últimos anos do século XIX. Por causa desta instabilidade financeira e política, tanto o primeiro-ministro Trikúpis e Stéfanos Dragúmis, o presidente do Comitê Olímpico Zappas, que tentara organizar uma série de olimpíadas nacionais, acreditavam que a Grécia não poderia sediar o evento. No final de 1894 a comissão organizadora, liderada por Stéfanos Skulúdis, apresentou um relatório informando que o custo dos Jogos seria três vezes superior ao inicialmente estimado por Coubertin. Concluíram que os Jogos não poderiam ser realizados, e ofereceram sua renúncia. O custo total dos Jogos foi 3 740 000 dracmas (cerca de US$ 448 000).
Com a perspectiva de reviver os Jogos Olímpicos seriamente ameaçada, Coubertin e Vikélas iniciaram uma campanha para manter vivo o movimento olímpico. Seus esforços culminaram no dia 7 de janeiro de 1895, quando Vikélas anunciou que o príncipe herdeiro Constantino assumiria a presidência da comissão organizadora. Sua primeira responsabilidade foi levantar os fundos necessários para sediar os Jogos. Ele invocou o patriotismo do povo grego para motivá-los a fornecer os recursos financeiros. O entusiasmo de Constantino desencadeou uma onda de contribuições do povo grego, e o esforço coletivo levantou 330 000 dracmas. Foi encomendada uma edição especial de selos postais, cuja venda levantou 400 000 dracmas. As vendas de ingressos adicionaram mais 200 000 dracmas. A pedido de Constantino, o empresário George Averoff concordou em pagar a restauração do Estádio Panathinaiko. Averoff doaria cerca de um milhão de dracmas a este projeto. Como um tributo à sua generosidade, uma estátua de Averoff foi construída e inaugurada em 5 de abril de 1896, fora do estádio, onde permanece até hoje.
Alguns dos atletas que participaram dos Jogos o fizeram porque já se encontravam em Atenas na época em que os jogos foram realizados, de férias ou a trabalho (por exemplo, alguns dos concorrentes britânicos trabalhavam para a embaixada britânica). A Vila Olímpica projetada para os atletas só foi construída para os Jogos Olímpicos de Verão de 1932. Consequentemente, os atletas tiveram de providenciar seus próprios alojamentos.
O primeiro regulamento votado pelo COI em 1894 permitia que apenas atletas amadores participassem dos Jogos Olímpicos. As várias disputas foram efetuadas sob regulamentos amadores, com exceção das competições de esgrima. Em 1870, durante os Jogos Olímpicos Zappianos, Philippos Ioannou, um acadêmico e professor classicista, criticou os jogos e atacou o ideal de amadorismo sob a alegação de que seriam uma paródia, já que apenas pessoas das classes proletárias haviam participado dos jogos. Ioannou sugeriu que apenas jovens das classes altas deveriam ser aceitos na Olimpíada seguinte.  As normas e regulamentos não eram uniformes, tendo a Comissão Organizadora que escolher entre os códigos das várias associações nacionais de atletismo. O júri, os árbitros e o diretor de jogo receberam os mesmos nomes que na antiguidade (Éforos, Helanódicos e Alitarca). O príncipe Jorge da Grécia e Dinamarca atuou como árbitro final e, de acordo com Coubertin, "sua presença deu peso e autoridade para as decisões dos éforos".

## Calendário
| ● | Cerimônia de abertura |  | Competições | ● | Finais de competições | ● | Cerimônia de encerramento |

| Abril          | 6 | 7 | 8 | 9 | 10 | 11 | 12 | 13 | 14 | 15 | Finais |
| -------------- | - | - | - | - | -- | -- | -- | -- | -- | -- | ------ |
| Cerimônias     | ● |   |   |   |    |    |    |    |    | ●  |        |
| Atletismo      | ● | ● |   | ● | ●  |    |    |    |    |    | 12     |
| Ciclismo       |   |   | ● |   |    | ●  | ●  | ●  |    |    | 6      |
| Esgrima        |   | ● |   | ● |    |    |    |    |    |    | 3      |
| Ginástica      |   |   |   | ● | ●  |    |    |    |    |    | 8      |
| Halterofilismo |   | ● |   |   |    |    |    |    |    |    | 2      |
| Lutas          |   |   |   |   |    | ●  |    |    |    |    | 1      |
| Natação        |   |   |   |   |    | ●  |    |    |    |    | 4      |
| Tênis          |   |   |   |   |    | ●  |    |    |    |    | 2      |
| Tiro           |   |   |   | ● | ●  | ●  | ●  |    |    |    | 5      |
| Finais         | 2 | 8 | 1 | 9 | 8  | 12 | 2  | 1  | 0  | 0  | 43     |

## Cerimônia de abertura

Abertura dos I Jogos Olímpicos no Estádio Panathinaiko, em 1896, Atenas.

Em 6 de abril (25 de março de acordo com o calendário juliano, então em uso na Grécia), os jogos da Primeira Olimpíada foram oficialmente abertos. Era uma segunda-feira de Páscoa, tanto para o Cristianismo ocidental quanto para a Igreja Ortodoxa e aniversário da independência da Grécia. O Estádio Panathinaiko recebeu um número estimado de oitenta mil espectadores, incluindo o rei Jorge, sua esposa Olga, e seus filhos. A maioria dos atletas concorrentes estavam alinhados no campo interno, agrupados por país. Após um discurso do presidente do comitê organizador, o príncipe Constantino, o rei abriu oficialmente os Jogos:
| “ | Declaro abertos os primeiros Jogos Olímpicos Internacionais em Atenas. Vida longa à nação. Vida longa ao povo grego. | ” |

Posteriormente, nove bandas e 150 cantores de coral cantaram o hino olímpico, composto por Spyridon Samaras, com palavras do poeta Kostís Palamás. A partir de então, uma variedade de temas musicais foram usados de fundo para as cerimônias de abertura até os Jogos de Roma, em 1960, quando a composição de Samaras/Palamas se tornou o hino olímpico oficial (decisão tomada em sessão do COI em 1958). Outros elementos das cerimônias de abertura atuais dos Jogos Olímpicos foram introduzidas depois: a chama olímpica foi acesa nos Jogos de 1928, em Amsterdã, o primeiro juramento dos atletas só foi entoado nos Jogos de 1920, na cidade de Antuérpia, o juramento dos oficiais fez sua estreia nos Jogos de 1972, em Munique.

## Modalidades disputadas
No congresso de Sorbonne em 1894 foi sugerida uma grande lista de esportes para integrar o programa em Atenas. O primeiro anúncio oficial sobre os eventos desportivos a serem realizados incluíram esportes como o futebol e o críquete, mas estes planos nunca foram finalizados e estes esportes não fizeram parte da lista final para os Jogos. Remo e vela foram agendados, mas tiveram que ser cancelados devido a ventos fortes na data planejada para a competição.

### Atletismo

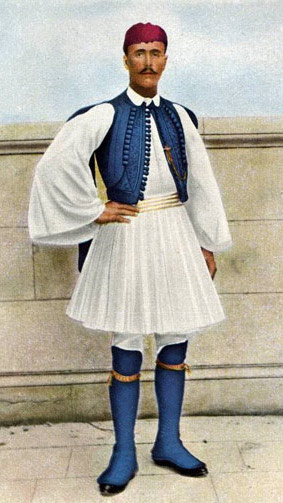
Spiridon Louis, ex-pastor de ovelhas e carteiro grego, herói nacional ao vencer a primeira maratona disputada na história.

As provas do atletismo tiveram a participação mais internacional dentre todos os esportes. O maior destaque foi a maratona, realizada pela primeira vez em uma competição internacional. Spiridon Louis, um carregador de água até então desconhecido, ganhou a prova para se tornar o único campeão grego do atletismo e um herói nacional. Embora a Grécia fosse a favorita para ganhar o arremesso de disco e o arremesso de peso, os melhores atletas gregos terminaram logo atrás do americano Robert Garrett em ambas as competições.
Nenhum recorde mundial foi estabelecido, já que poucos concorrentes de alto nível competiram. Além disso, as curvas da pista eram muito estreitas, fazendo com que fosse praticamente impossível marcar tempos rápidos nas provas de corrida. Apesar disso, Thomas Burke, dos Estados Unidos, venceu a corrida de 100 metros em doze segundos e os 400 metros em 54,2 segundos. Burke foi o único que utilizou do "crouch start" (colocar o joelho no solo), confundindo o júri. No entanto, ele foi autorizado a partir desta posição, considerada "desconfortável" na época.

### Ciclismo

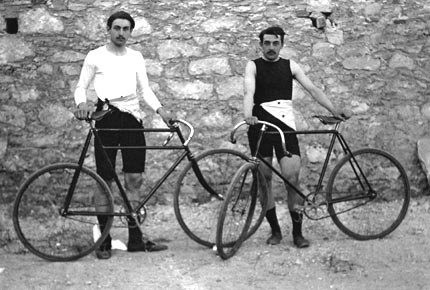
Léon Flameng (esquerda) e Paul Masson venceram quatro provas do ciclismo.

As regras da Associação Internacional de Ciclismo foram usadas para as competições de ciclismo. As provas de ciclismo de pista foram realizadas no recém-construído velódromo Neo Phaliron. Somente uma prova de estrada foi realizada, uma corrida entre Atenas e Maratona de ida e volta (totalizando 87 quilômetros).
Nas provas de pista, o melhor ciclista foi o francês Paul Masson, que venceu as provas contra o relógio, de velocidade, e os 10 000 metros. Nos 100 km, Masson entrou como um parceiro de seu compatriota Léon Flameng. Flameng venceu a prova, após uma queda e depois de parar para ajudar o seu adversário grego Georgios Kolettis a reparar um problema mecânico. O esgrimista austríaco Adolf Schmal ganhou a corrida de doze horas, que foi concluída por apenas dois ciclistas, enquanto a prova de estrada foi vencida por Aristidis Konstantinidis.

### Esgrima

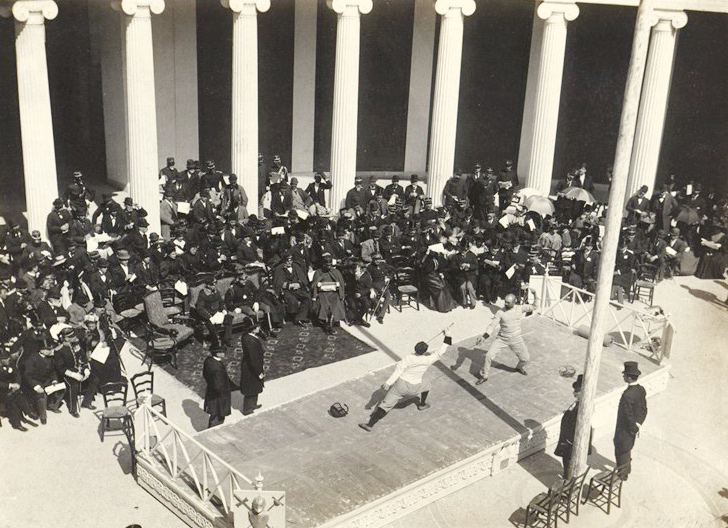
A final do torneio de florete entre Eugène-Henri Gravelotte e Henri Callot.

As competições de esgrima foram realizadas no Zappeion, que foi construído com o dinheiro que Evangelis Zappas doou para reviver os antigos Jogos Olímpicos. Ele nunca tinha visto uma competição esportiva antes. Ao contrário de outros esportes (em que apenas os amadores foram autorizados a tomar parte nos Jogos Olímpicos), os profissionais foram autorizados a competir na esgrima, embora em um evento separado.
Quatro competições foram programadas, mas o duelo de espadas foi cancelado por razões desconhecidas. A disputa do florete masculino foi ganha por um francês, Eugène-Henri Gravelotte, que derrotou seu compatriota Henri Callot na final. As outras duas disputas, o sabre e o florete masters, foram ganhas por esgrimistas gregos. Leonidas Pyrgos, vencedor do florete masters, se tornou o primeiro campeão olímpico grego da era moderna.

### Ginástica

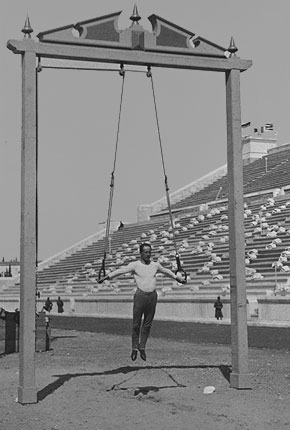
Hermann Weingärtner compete nas argolas.

A competição de ginástica foi realizada no interior do campo do Estádio Panathinaiko. A Alemanha enviou uma equipe de onze homens, que ganhou cinco das oito competições. No caso da barra fixa por equipe, o time alemão não teve rivais. Três alemães venceram provas individuais: Hermann Weingärtner venceu a barra fixa, Alfred Flatow venceu as barras paralelas, e Carl Schuhmann, que também competiu com sucesso na luta, ganhou o salto. Louis Zutter, um ginasta suíço, ganhou no cavalo com alças, enquanto os gregos Ioannis Mitropoulos e Nikolaos Andriakopoulos foram vitoriosos nas competições de argolas e escalada, respectivamente.

### Halterofilismo

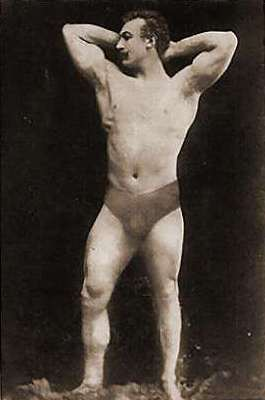
Launceston Elliot, vencedor do levantamento de peso com uma mão, era popular com o público grego por sua beleza.

O levantamento de peso como esporte ainda era recente em 1896, e as regras diferentes das em uso atualmente. As competições foram realizadas ao ar livre, no interior do campo do estádio principal, e não havia limites de peso. A primeira prova foi realizada em um estilo hoje conhecido como arremesso (em inglês:  clean and jerk). Dois concorrentes se destacaram: o escocês Launceston Elliot e Viggo Jensen, da Dinamarca. Ambos levantaram o mesmo peso, mas o júri, com o Príncipe Jorge como presidente, declarou que Jensen tinha feito em melhor estilo. A delegação britânica, não familiarizada com esta regra de desempate, apresentou um protesto. Os levantadores foram finalmente autorizados a fazerem novas tentativas, mas nenhum levantador melhorou, e Jensen foi declarado o campeão.
Elliot teve a sua revanche no levantamento com uma mão, que foi realizado imediatamente após o levantamento com as duas mãos. Jensen ficara levemente ferido durante a sua última tentativa nas duas mãos, e não foi páreo para Elliot, que venceu o concurso facilmente. O público grego ficou encantado com a vitória do escocês, já que consideravam muito atraente. Um curioso incidente ocorreu durante o evento de levantamento de peso: um funcionário foi ordenado a retirar os pesos, o que parecia ser uma tarefa difícil para ele. O Príncipe Jorge veio em seu auxílio, pegou o peso e jogou-o a uma distância considerável com facilidade, para o deleite da multidão.

### Lutas

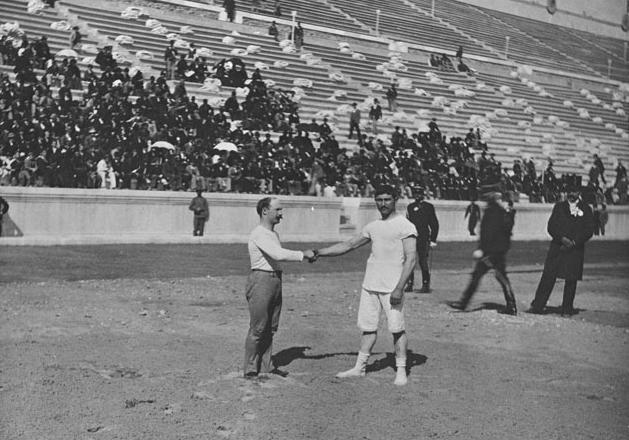
Carl Schuhmann (esquerda) e Georgios Tsitas apertam as mãos antes da final da luta.

Não existiam categorias de peso para a competição de luta livre, realizada no Estádio Panathinaiko, o que significava que haveria apenas um vencedor entre os concorrentes de todos os tamanhos. As regras utilizadas eram semelhantes à moderna luta greco-romana, embora não houvesse um limite de tempo, e nem todas as "pernas" fossem proibidas (diferente das regras atuais).
Além dos dois competidores gregos, todos os concorrentes tinham anteriormente praticado outros esportes. O campeão de halterofilismo Launceston Elliot enfrentou o campeão da ginástica Carl Schuhmann. Este último venceu e avançou para a final, onde se encontrou com Georgios Tsitas, que já havia derrotado Stephanos Christopoulos. A escuridão forçou o abandono da luta depois de quarenta minutos; sendo continuada no dia seguinte, quando Schuhmann precisou apenas de um quarto de hora para terminar o confronto.

### Natação

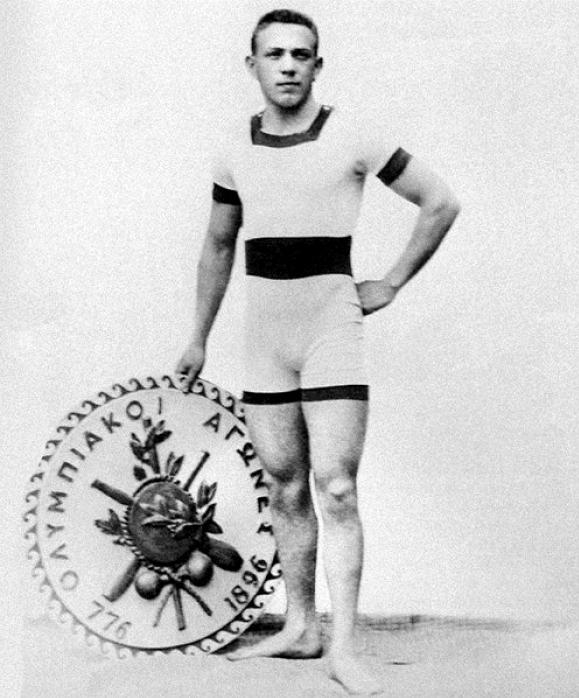
Alfréd Hajós, primeiro campeão olímpico na natação.

As competições de natação foram realizadas em mar aberto, porque os organizadores se recusaram a gastar o dinheiro para construir um estádio especialmente para os Jogos. Cerca de vinte mil espectadores se reuniram na Baía de Zea, ao longo da costa do Pireu, para assistir às provas. A água da baía estava gelada, e os competidores sofreram durante suas provas. Foram três competições abertas: (100 metros estilo livre, 500 metros estilo livre, e 1200 metros estilo livre), além de um evento especial, aberto somente para marinheiros gregos, os quais foram realizadas no mesmo dia (11 de abril).
Para Alfréd Hajós da Hungria, isso significava que ele só poderia competir em duas das provas, uma vez que foram realizadas muito próximas, o que tornou impossível para ele se recuperar adequadamente. No entanto, ele ganhou as duas provas em que nadou, os 100 e 1 200 metros livres. Hajós mais tarde se tornou um de apenas dois atletas olímpicos a ganhar uma medalha em competições esportivas e artísticas, quando ele ganhou uma medalha de prata na arquitetura nos Jogos de 1924. Os 500 metros estilo livre foi vencido pelo nadador austríaco Paul Neumann, que derrotou seu adversário por mais de um minuto e meio de diferença.

### Tênis
Apesar do tênis já ser um esporte importante no final do século XIX, nenhum dos principais jogadores apareceu para o torneio. A competição foi realizada nas quadras do Lawn Tennis Club de Atenas, e no interior do campo do velódromo utilizado para as provas de ciclismo. John Pius Boland, que venceu a prova, foi inscrito na competição por um de seus alunos na Universidade de Oxford, o grego Konstantinos Manos. Como um membro do Lawn Tennis Clube, Manos vinha tentando, com o auxílio de Boland, o recrutamento de concorrentes para os Jogos de Atenas, entre os círculos desportivos da Universidade de Oxford. Na primeira rodada, Boland derrotou Friedrich Traun, um promissor jogador de tênis de Hamburgo, que tinha sido eliminado na competição de 100 metros do atletismo. Boland e Traun decidiram se juntar para as competições de dupla, em que chegaram à final e derrotaram os adversários grego e egípcio, depois de perderem o primeiro set.

### Tiro
Realizada em uma serrania de Kallithea, as competições de tiro constituíram de cinco provas, duas utilizando rifle e três com a pistola. A primeira prova, a carabina militar, foi vencida por Pantelis Karasevdas, o único concorrente a acertar o alvo em todos os seus tiros. A segunda prova, para pistolas militares, foi dominada por dois irmãos americanos: John e Sumner Paine, que se tornaram a primeira dupla de irmãos a terminar em primeiro e segundo lugar na mesma competição. A fim de evitar constranger os anfitriões, os irmãos decidiram que apenas um deles iria competir na próxima prova de pistola, a pistola livre. Sumner Paine ganhou essa prova, tornando-se assim o primeiro parente de um campeão olímpico a repetir o feito.
Os irmãos Paine não competiram na prova de pistola 25 metros, já que os juízes da prova determinaram que as armas não eram do calibre necessário. Na ausência deles, Ioannis Phrangoudis ganhou. A prova final, a carabina livre, começou no mesmo dia. No entanto, não pôde ser concluída devido à escuridão e foi finalizada na manhã seguinte, quando Georgios Orphanidis foi coroado o campeão.

## Competidores do sexo feminino
As mulheres não tinham permissão para competir nos Jogos Olímpicos de 1896. Uma delas, chamada Stamata Revithi, mãe de um menino de dezessete meses de idade, correu a prova de maratona em 11 de abril, um dia após a corrida oficial dos homens. Embora não fosse autorizada a entrar no estádio para finalizar seu percurso, terminou a maratona em cerca de cinco horas e trinta minutos. Em seguida, encontrou testemunhas para assinarem seus nomes e verificarem o seu tempo de execução. Mais tarde, Revithi pretendia apresentar essa documentação ao Comitê Olímpico Helênico, esperando que reconhecessem sua realização. No entanto, nenhum relatório ou documento do Comitê foi descoberto para prover confirmação.

## Cerimônia de encerramento

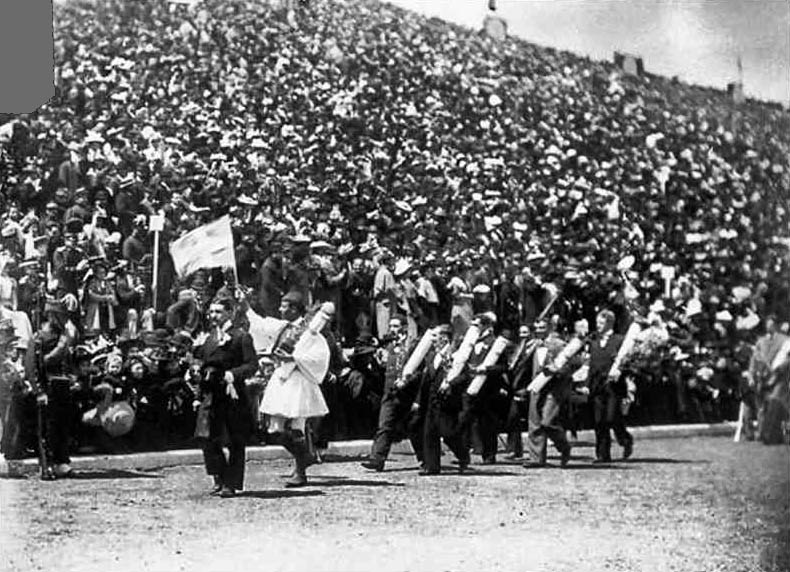
O desfile dos vencedores durante a cerimônia de encerramento. À esquerda, Konstantinos Manos, acima, Spiridon Louis (em branco) e os demais medalhistas.

Na manhã de domingo, 12 de abril, o rei Jorge I organizou um banquete para os funcionários e atletas (mesmo com algumas competições ainda não realizadas). Durante seu discurso, ele deixou claro que, em sua opinião, os Jogos Olímpicos deveriam ser realizados permanentemente em Atenas. A cerimônia oficial de encerramento foi realizada na quarta-feira seguinte, depois de ter sido adiada de terça-feira devido à chuva. Novamente a família real assistiu à cerimônia, que foi aberta com o hino nacional da Grécia e um hino composto na língua grega antiga por George S. Robertson, um atleta britânico e estudioso.
Na continuidade, o rei entregou os prêmios aos vencedores. Ao contrário de hoje, os primeiros colocados receberam medalhas de prata, um ramo de oliveira e um diploma. Os atletas que ficaram em segundo lugar receberam medalhas de cobre, um ramo de louros e um diploma. Vencedores do terceiro lugar não receberam medalhas. As medalhas foram desenhadas pelo escultor francês Jules Chaplain e os diplomas pelo pintor grego Nikolaos Gyzis. Todos os atletas participantes receberam adicionalmente uma medalha comemorativa desenhada pelo artista grego Nikephoros Lytra. Alguns vencedores também receberam prêmios adicionais, tais como Spiridon Louis, que recebeu uma taça de Michel Bréal, um amigo de Coubertin, que concebeu a maratona. Louis, em seguida, liderou os medalhistas em uma volta de honra ao redor do estádio, enquanto o hino olímpico foi cantado novamente. O rei então anunciou formalmente que a primeira Olimpíada havia chegado ao fim, e deixou o estádio, enquanto a banda tocava o hino nacional grego e a multidão o aplaudia.
Tal como o rei grego, muitos outros apoiaram a ideia de realizar os próximos Jogos em Atenas; a maioria dos competidores americanos assinaram uma carta para o príncipe herdeiro manifestando esse desejo. Coubertin, entretanto, era fortemente contrário a essa ideia, mantendo a rotação internacional como um dos pilares dos Jogos Olímpicos modernos. De acordo com seu desejo, os jogos seguintes foram realizadas em Paris, embora eles seriam um pouco ofuscados pela simultânea realização da Exposição Universal.

## Países participantes

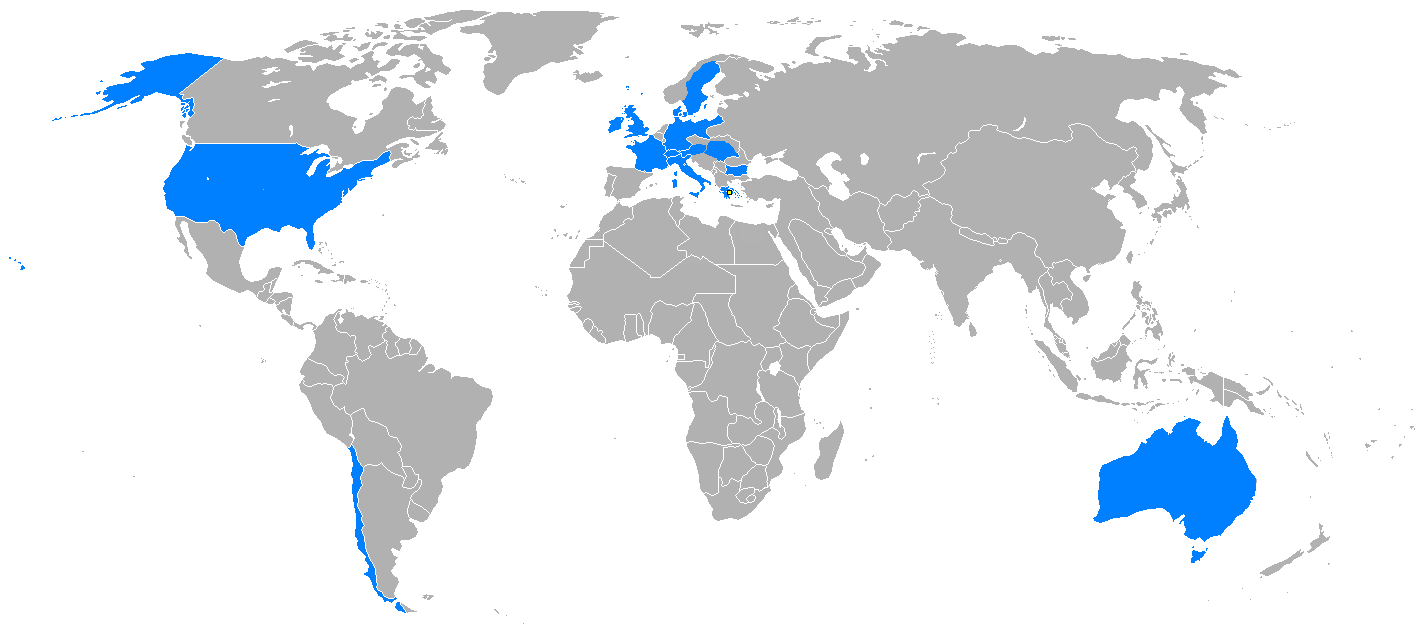
Mapa dos países participantes (em azul)

O conceito de equipes nacionais não era tão importante para o movimento olímpico até os Jogos Intercalados dez anos depois, apesar de várias fontes listarem a nacionalidade dos concorrentes em 1896 e fazerem contagem de medalhas. Existem conflitos significativos em relação a quais países competiram. O Comitê Olímpico Internacional deu um número de catorze, mas não os enumera. Os catorze seguintes são provavelmente os reconhecidos pelo COI. Algumas fontes listam doze, excluindo o Chile e Bulgária; outros listam treze, incluindo os dois, mas excluindo a Itália. O Egito é também por vezes incluído por causa da participação de Dionysios Kasdaglis. Bélgica e Rússia haviam inscrito competidores, mas desistiram.
- GER Alemanha
- AUS Austrália – A Austrália não era uma nação independente até 1901, mas os resultados de Edwin Flack são dados à nação por ele ser australiano.
- AUT Áustria   ( Áustria-Hungria)– A Áustria fazia parte da Áustria-Hungria no momento, embora os resultados dos atletas austríacos estejam apresentados separadamente.
- BUL Bulgária – O Comitê Olímpico da Bulgária afirma que o ginasta Charles Champaud estava competindo como búlgaro.[43] Champaud era suíço morando na Bulgária. Mallon e de Wael listam Champaud como suíço.
- CHI Chile – O Comitê Olímpico do Chile afirma ter tido um atleta, Luis Subercaseaux, que competiu nos 100, 400 e 800 metros no programa de atletismo.[44] Não são apresentados mais detalhes, e nenhuma menção é feita a Subercaseaux em Mallon, de Wael, ou no relatório oficial.
- DEN Dinamarca
- USA Estados Unidos
- FRA França
- GBR Grã-Bretanha e Irlanda  – O Reino Unido da Grã-Bretanha e da Irlanda tem historicamente mantido separadas suas organizações atléticas para cada um dos seus países constituintes. A principal exceção a isso tem sido nos Jogos Olímpicos, em que o país é considerado como uma única entidade. No entanto, tem convencionalmente utilizado o nome de "Grã-Bretanha" nos Jogos Olímpicos, em vez da abreviação mais comum do nome para "Reino Unido".
- GRE Grécia – Resultados gregos tipicamente incluem os resultados dos concorrentes de Chipre, Esmirna e Egito.[45] Algumas fontes dão os resultados cipriotas separadamente, embora a maioria conte Anastasios Andreou, um grego-cipriota e único atleta de Chipre, como grego (Chipre era um protetorado do Reino Unido na época). Kasdaglis, um atleta de origem grega que vivia em Alexandria, no Egito, está listado pelo COI como grego durante a sua participação no torneio de simples do tênis, mas Kasdaglis e seu companheiro de duplas, o grego Demetrios Petrokokkinos, são listados como uma equipe mista.[46]
- HUN Hungria ( Áustria-Hungria) – A Hungria é normalmente listada separadamente da Áustria, apesar de os dois países formarem a Áustria-Hungria à época. Entretanto, os resultados húngaros são considerados como incluindo os representantes de Voivodina, agora parte da Sérvia.
- ITA Itália – O mais proeminente italiano envolvido com os jogos, Carlo Airoldi, era considerado um profissional e foi excluído da competição. No entanto, um atirador listado simplesmente pelo nome Rivabella também era italiano e competiu.[47]
- SWE Suécia (Suécia-Noruega) - Embora a Suécia estivesse em união estatal com a Noruega na época, a Noruega não enviou nenhum atleta.
- SUI Suíça

## Quadro de medalhas

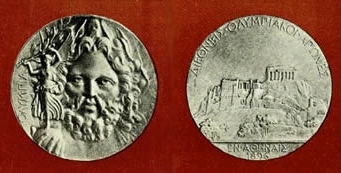
A medalha prateada distribuída aos vencedores em Atenas

Dez das catorze nações participantes conquistaram medalhas, além de três medalhas conquistadas por equipes mistas, ou seja, equipes compostas por atletas de várias nações. Os Estados Unidos conquistaram a maioria das medalhas de ouro (onze), enquanto a nação anfitriã, Grécia, conquistou o maior número de medalhas geral (46), bem como a maioria das medalhas de prata (dezessete) e bronze (dezenove), terminando com uma medalha de ouro a menos que os Estados Unidos.
Durante estes Jogos Olímpicos inaugurais, os vencedores recebiam uma medalha de prata e um ramo de oliveira, enquanto aos vice-campeões eram entregues uma medalha de bronze e um ramo de loureiro.
Abaixo, o quadro de medalhas oficial dos Jogos Olímpicos de 1896, por nações, de acordo com o Comitê Olímpico Internacional. Note-se que o uso de medalhas de ouro, prata e bronze pelo COI, existe apenas para facilitar a tabulação de medalhas e igualá-las às das Olimpíadas posteriores, pois na época, medalhas de ouro ainda não eram outorgadas aos vencedores e os terceiros colocados nem medalhas recebiam.
| Ordem               | País               | Medalha de ouro | Medalha de prata | Medalha de bronze |    |
| ------------------- | ------------------ | --------------- | ---------------- | ----------------- | -- |
| 1                   | USA Estados Unidos | 11              | 7                | 2                 | 20 |
| 2                   | GRE Grécia         | 10              | 18               | 19                | 47 |
| 3                   | GER Alemanha       | 6               | 5                | 2                 | 13 |
| 4                   | FRA França         | 5               | 4                | 2                 | 11 |
| 5                   | GBR Grã-Bretanha   | 2               | 3                | 2                 | 7  |
| Fonte: Olympics.com |                    |                 |                  |                   |    |

     País sede destacado.

### Leituras complementares
- Greenberg, Stan (1996). The Guinness Book of Olympic Facts and Feats. Enfield: Guinness. ISBN 0-85112-639-1. OCLC 35921786
- Kluge, Volker (1997). Olympische Sommerspiele: die Chronik I. Berlin: Sportverlag. ISBN 3-328-00715-6. OCLC 38258227
- Lennartz, Karl (ed.) (1996). Die olympischen Spiele 1896 in Athen: Erläuterungen zum Neudruck des Offiziellen Berichtes. Kassel: Agon
- MacAloon, John J (1982). This Great Symbol: Pierre de Coubertin and the Origins of the Modern Olympic Games. Chicago: The University of Chicago Press
- Mallon, Bill; & Widlund, Ture (1998). The 1896 Olympic Games. Results for All Competitors in All Events, with Commentary (PDF). Jefferson: McFarland. ISBN 0-7864-0379-9. OCLC 37213664. Consultado em 26 de maio de 2008. Arquivado do original (PDF) em 14 de maio de 2011
- Smith, Michael Llewellyn (2004). Olympics in Athens 1896. The Invention of the Modern Olympic Games. London: Profile Books. ISBN 1-86197-342-X. OCLC 186174794
- Wallechinsky, David (2000). The Complete Book of the Summer Olympics. Woodstock: Overlook Press. ISBN 1-58567-033-2. OCLC 43561597